# Дхангети
Дханге́ти (мальд. ދަނގެތި, англ. Dhangethi, Dhan'gethi) — остров в центральной части Мальдив в составе атолла Алиф-Дхаал. Площадь — 0,252 км², население (по состоянию на 2017 год) — 1063 человека.
Образует одноимённую административно-территориальную единицу низшего уровня — остров. Является достаточно значимым центром судостроения, практикуется рыболовный промысел. С начала XXI века активно развивается индустрия туризма. На острове постоянно проживает немалое количество иностранных граждан.

## Физико-географическая характеристика

### Географическое положение и размеры
Дхангети расположен на юго-восточной кромке атолла Алиф-Дхаал (также известен как Южный Ари), который, в свою очередь, находится с западной стороны центральной части Мальдивского архипелага. Остров окружён водами Аравийского моря, относящегося к акватории Индийского океана. Расстояние до столицы страны Мале, находящейся от него к северо-востоку, составляет 88 км. Расстояние до находящегося почти строго к северу острову Махибадху, на котором расположен административный центр Алиф-Дхаала, составляет 16 км. Ближайшей к Дхангети сушей является значительно меньший его по площади необитаемый остров Вилигиливару, расположенный менее, чем в километре к северу. Далее к северу находятся более крупные необитаемый острова — Виламендху и Хувахендху. Ближайшей обитаемой территорией является сопоставимый с ним по размеру остров Дхигура, расположенный в трех километрах к юго-юго-западу.
Площадь острова составляет 0,252 км². По этому показателю Дхангети вполне сопоставим со многими другими островами атолла. Вытянут строго с юга на север: плавно расширяясь в этом направлении, он по форме напоминает каплю, поскольку западный и восточный берега, постепенно сближаясь, сходятся в крайней южной точке. Длина острова с юга на север составляет немногим более 900 метров, максимальная ширина с запада на восток — около 400 метров. Берега максимально пологие, ровные, бухт и полуостровов не имеется. Рельеф ровный, низменный, максимальная высота территории над уровнем моря не превышает 2 метров.

### Природные условия

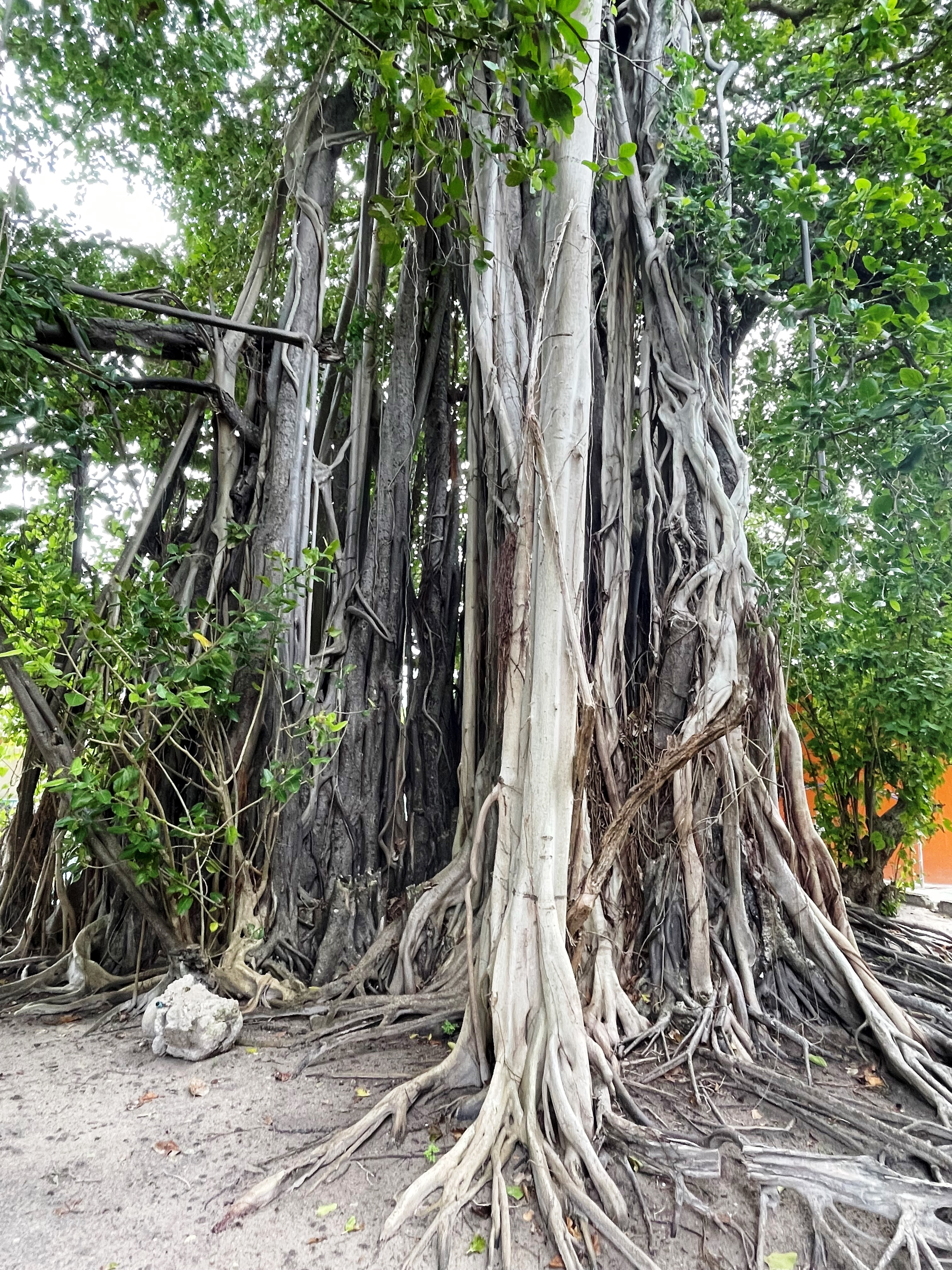
Крупный баньян в центральной части острова

Климат, как и на Мальдивских островах в целом, тропический, муссонный. Годовые и суточные колебания температур весьма незначительны. Среднегодовой показатель составляет 27,8 °C, наиболее высокая температура обычно фиксируется в мае (среднемесячный показатель около 28,5 °C), наиболее низкая — с декабря по февраль (среднемесячный показатель около 26,5 °C). Достаточно чётко выражены более дождливый и более сухой сезоны, обусловленные, соответственно, периодами юго-западного муссона (с апреля—мая по октябрь—ноябрь) и северо-восточного муссона (с ноября—декабря по март—апрель). Годовая норма осадков — около 2000 мм, среднегодовой уровень относительной влажности — 76 %.
Дхангети сформирован наносами кораллового песка. К югу от острова тянется постепенно сужающаяся песчаная отмель. Как к северу, так и к югу расходятся гряды кораллового рифа. Растительность преимущественно кустарниковая, растут также кокосовые пальмы и баньяны. Некоторые из последних имеют весьма крупный размер и, по утверждениям местного населения, являются примечательными долгожителями: якобы имеют возраст не менее 800 лет и являются самыми старыми деревьями на всех Мальдивах. Животный мир собственно острова весьма беден, в то время, как окружающая морская акватория отличается большим многообразием видов. По оценкам международных экспертов, местная экосистема считается вполне благополучной, поэтому каких-то экстренных мер для её защиты не требуется — в отличие от экосистемы соседнего, самого южного участка внешнего рифа атолла Алиф-Дхаал, который в силу выявленных экологических проблем объявлен мальдивским правительством природоохранной зоной. Вместе с тем, на Дхангети также принимаются в расчёт определённые экологические риски — в частности, усиливающееся пластиковое загрязнение побережья и прибрежных вод, и проводятся соответствующие очистительные мероприятия, в том числе финансируемые за счёт средств, выделяемых по линии Глобального экологического фонда.

## История
Степень вовлечённости Дхангети в процессы развития Мальдив во многом обусловлена положением острова на стыке центральной и периферийной части архипелага: в зоне, предполагающей достаточно уверенный и стабильный контроль со стороны властного центра, располагающегося в Мале, и, вместе с тем, некоторую удалённость от важнейших политических событий истории этой страны. Обнаруженные в непосредственной близости от него — на необитаемом в настоящее время острове Ариадху — развалины ступы считаются одним из главных археологических памятников буддистского периода истории Мальдив, который, по мнению специалистов, продолжался фактически с момента заселения островов в середине первого тысячелетия нашей эры до образования здесь исламского султаната в XII веке.

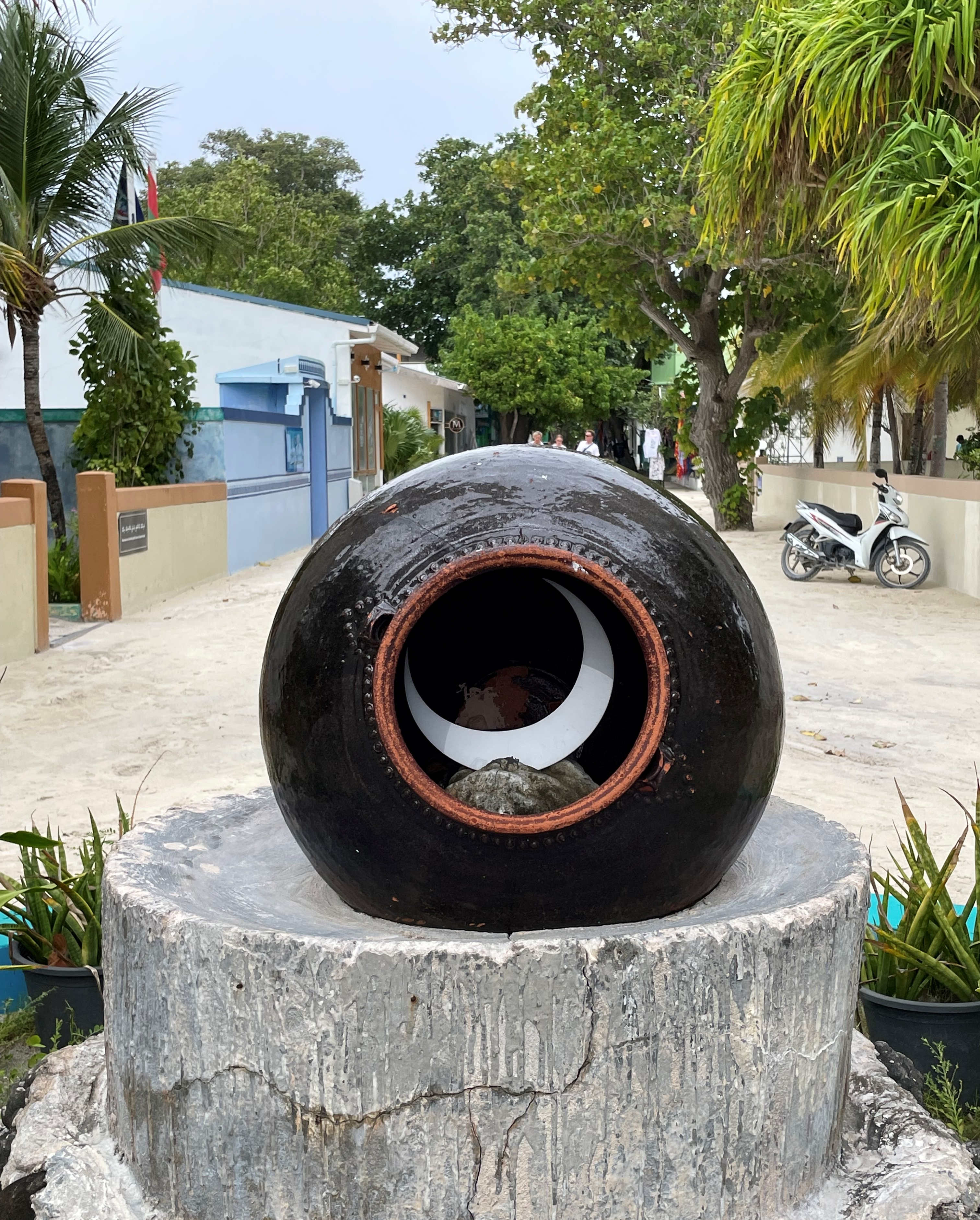
Луна в кувшине — символ Дхангети

Дхангети был, предположительно, гораздо меньше задействован в коммерческих и культурных обменах с восточным побережьем Африки, чем острова северной части архипелага. Это, помимо прочего, обусловило менее заметное участие африканского субстрата в этногенезе местного населения, которое обеспечивалось в основном за счёт завоза рабов, продолжавшегося как в доколониальный период истории Мальдивского султаната, так и в эпоху британского протектората над архипелагом. Период, предшествовавший суверенизации Мальдив, прошёл для этого острова мирно: Дхангети не входил в состав сепаратистской Объединённой Республики Сувадиве, которая в 1958-63 годах существовала в относительной близости от него на части южных атоллов архипелага.

### Легенда о луне в кувшине
На Мальдивах за Дхангети прочно закрепилось прозвище «Луна в кувшине», которое связано с популярной легендой о жителях этого острова. Якобы когда-то давно рыбаки с Дхангети, промышляя ночью в открытом море, увидели отражение луны в стоявшем на палубе глиняном кувшине с питьевой водой. Было решено закрыть кувшин крышкой, чтобы «не упустить луну», и срочно отправиться со столь удивительным уловом к мальдивскому султану. Обычно правитель не принимал простолюдинов, но узнав от дворцовых стражников, что жители Дхангети несут ему луну в кувшине, велел впустить посетителей. Убедившись, что глиняный сосуд пуст и услышав от рыбаков их историю, султан долго смеялся, прежде, чем отправить их восвояси. Когда же стражники, выпроваживая дхангетцев, стали называть их глупцами, те заявили, что достигли своей цели — побывали на приёме у султана. И, таким образом, дураками оказались вовсе не они, а сами стражники, поверившие в их историю. С той поры сами жители Дхангети с гордостью рассказывают эту побасёнку, а изображение луны в кувшине является общепризнанным символом этого острова.

## Население
По состоянию на 2017 год на Дхангети зарегистрировано 1063 местных жителя, среди которых 539 мужчин и 524 женщины (соответственно, показатель соотношения полов — 1,028). Плотность населения составляет 4218,25 человек на км². Прирост населения весьма высокий: так, в 2014 его численность достигала лишь 707 человек, в 2006 году — 624 человека, в 2000 году — 600 человек.
Люди расселены по территории острова достаточно равномерно, жилая застройка составляет большую часть внутренних районов острова. Местные жители исповедуют ислам — государственную религию Мальдив, на острове имеется несколько мечетей.

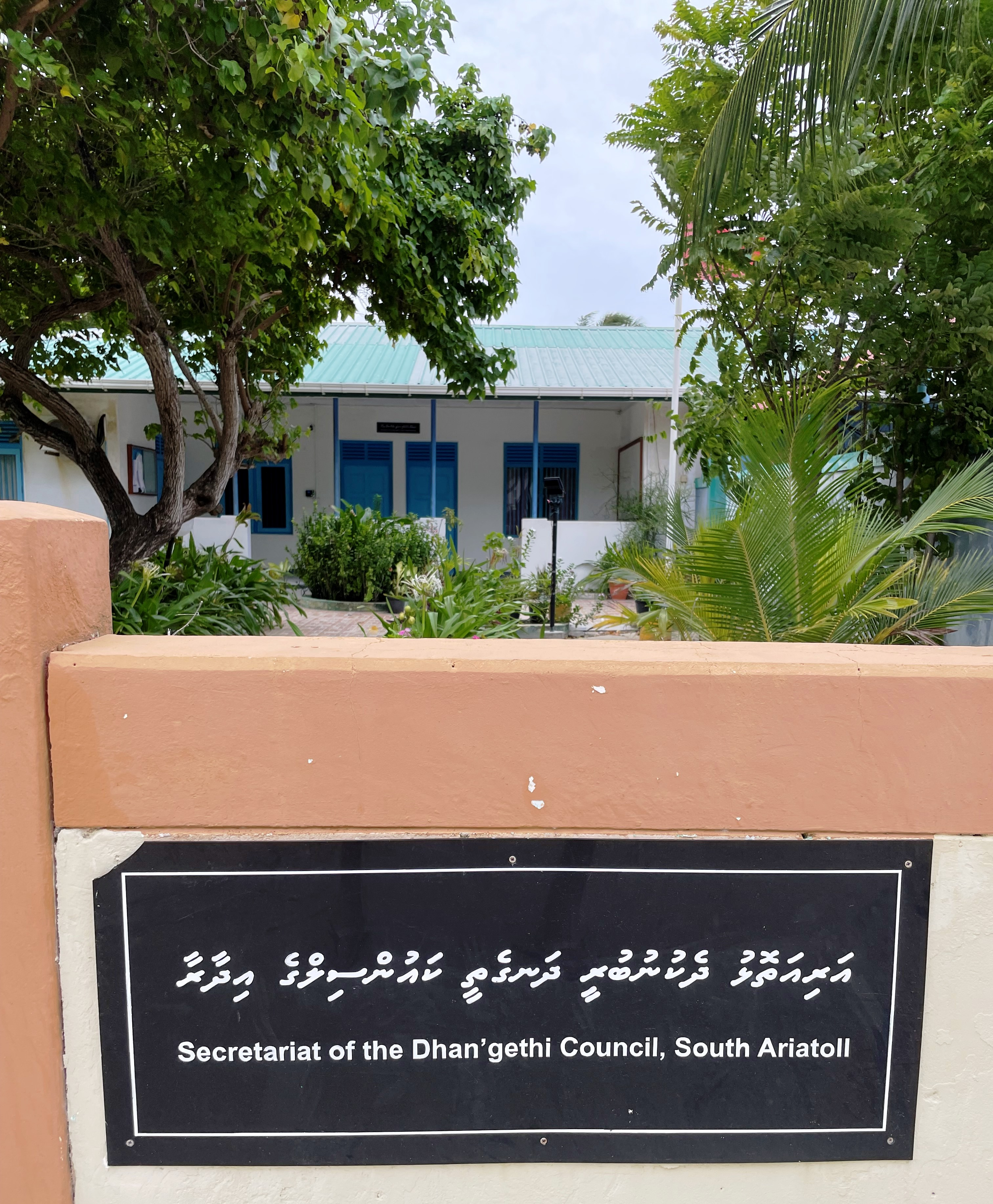
Секретариат островного совета Дхангети

Помимо местных жителей, на острове  постоянно проживает значительное количество иностранных граждан. На 2014 год их численность составила 117 человек: 104 мужчины и 13 женщин. Впервые постоянное проживание на острове иностранцев зарегистрировано в 2006 году.

## Административная принадлежность и управление
Как и другие обитаемые острова Мальдив, Дхангети образует одноимённую административно-территориальную единицу низшего уровня — остров. В этом качестве он входит в состав Алиф-Дхаала, который — наряду с 20 другими наиболее крупными атоллами — представляет собой административную единицу высшего уровня с соответствующим названием — атолл.
Управленческие функции на Дхангети, как и на прочих обитаемых островах Мальдив, осуществляет выборный орган — совет, председатель которого представляет остров в вышестоящем административном органе — совете атолла. Совет собирается периодически, на постоянной основе работает его секретариат. По состоянию на апрель 2018 года, председателем островного совета Дхангети является Мохамед Тауфик (англ. Mohamed Thaufeeq). 
В Народном меджлисе Мальдивской Республики Дхангети представляет Мохамед Назим — лидер Мальдивской национальной партии, бывший министр обороны страны, который был избран депутатом от этого острова в ходе парламентских выборов 2019 года.

## Экономика и инфраструктура

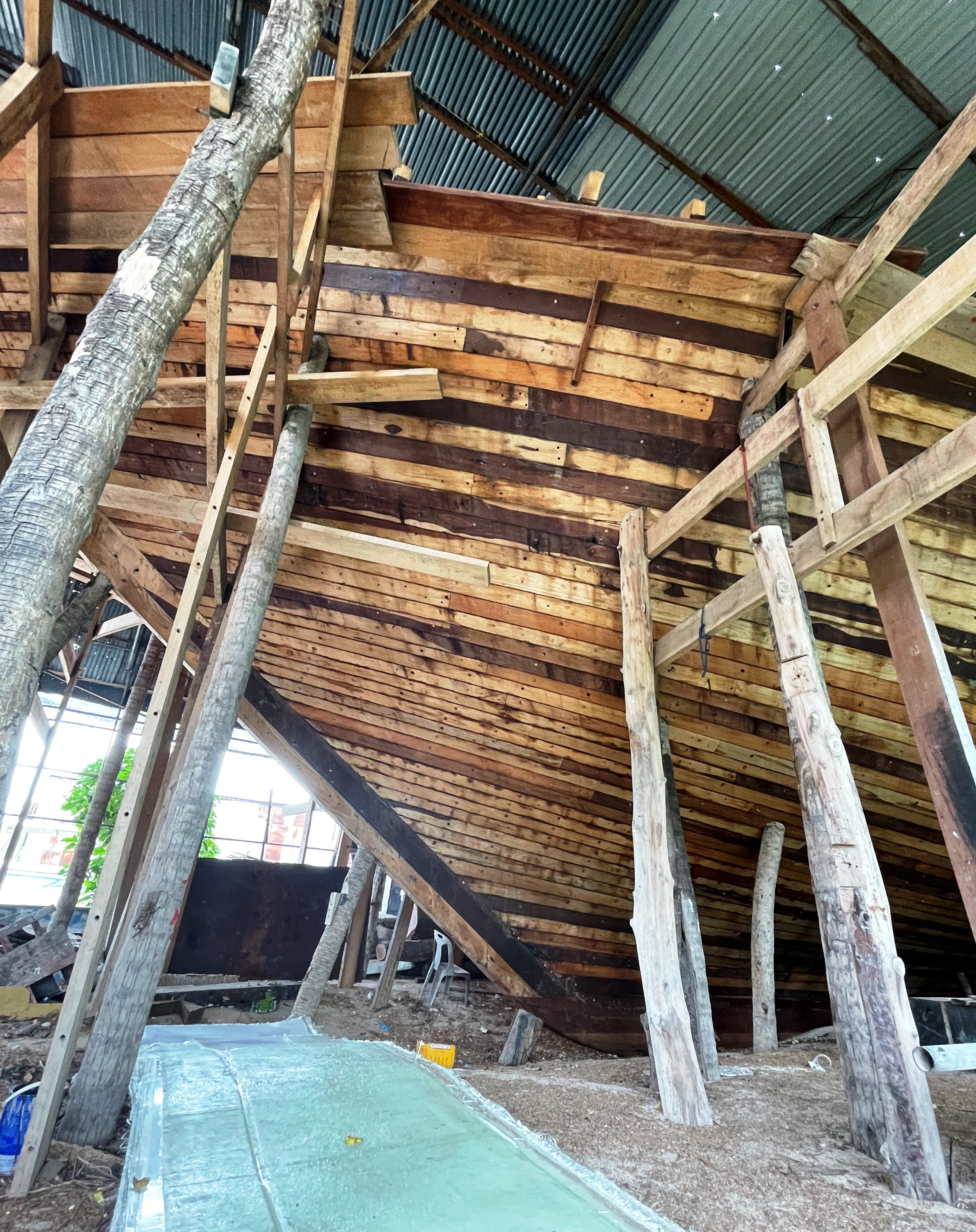
Строительство судна на верфи Дхангети

Исторически основным занятием дхангетцев являлось рыболовство. В настоящее время добыча рыбы и морепродуктов остается достаточно важной, но уже не самой главной сферой местного хозяйства. На острове получило существенное развитие судостроение: на местной верфи строятся и ремонтируются рыболовные и небольшие пассажирские суда, многие из которых эксплуатируются далеко за пределами Дхангети. Ещё большее значение со временем приобрела индустрия туризма. Уже в конце XX столетия многие местные жители стали устраиваться на работу в крупные гостиницы, которые строились на близлежащих необитаемых островах, а с середины 2000-х годов эта отрасль стала развиваться и на самом Дхангети. К настоящему времени на острове создано немало мини-отелей и небольших пансионов, ориентированных на туристов с достаточно скромным бюджетом, оборудован пляж, открыты кафе и сувенирные лавки. Как и на Мальдивах в целом, основной акцент здесь делается на привлечение любителей морского отдыха, в частности дайвинга и сноркелинга. В этом плане Дхангети благоприятствует то обстоятельство, что в данной части акватории атолла Алиф-Дхаал особенно часто — причём, в отличие от других мальдивских вод, ежегодно — появляются китовые акулы, наблюдение за которыми весьма востребовано туристами. Кроме того, при поддержке центральных властей предпринимаются шаги и для развития других направлений туризма: на острове создан культурный центр, знакомящий приезжих с традициями и бытом островитян.

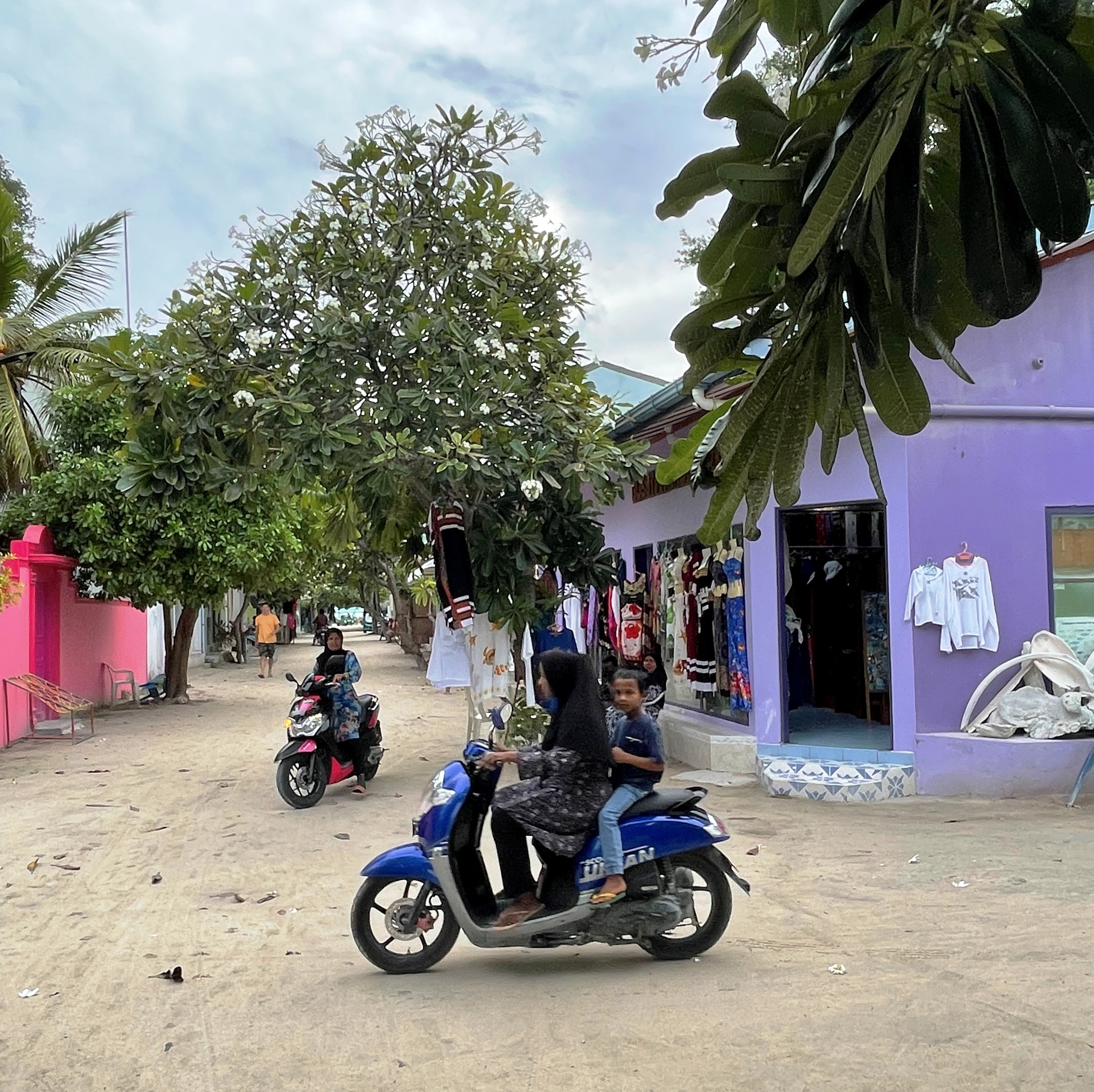
Перекресток в центральной части Дхангети

Карантинные меры, принятые правительством Мальдив в первые месяцы пандемии COVID-19, нанесли весьма ощутимый удар как по национальной экономике в целом, так и по материальному благополучию дхангетцев в частности. Дхангети был официально вновь открыт для зарубежных посетителей в декабре 2020 года. В обращении к жителям этого острова министр туризма Мальдивской Республики Масум Абдулла выразил надежду, что уже в последующие месяцы тамошние рекреационные мощности смогут выйти на прежние показатели. 
Транспортное сообщение с внешним миром, а также швартовку рыболовных судов обеспечивает порт, расположенный на восточном побережье. Небольшой причал, предназначенный в основном для прогулочных судов, имеется и на западном берегу. Улично-дорожная сеть острова прямоугольного типа, дороги твёрдого покрытия не имеют. Основными транспортными средствами на Дхангети являются мотороллеры и мопеды, автомобилей совсем немного. Электричеством остров снабжает тепловая электростанция, находящаяся в ведении мальдивской государственной электроэнергетической компании STELCO (State Electric Company Limited).

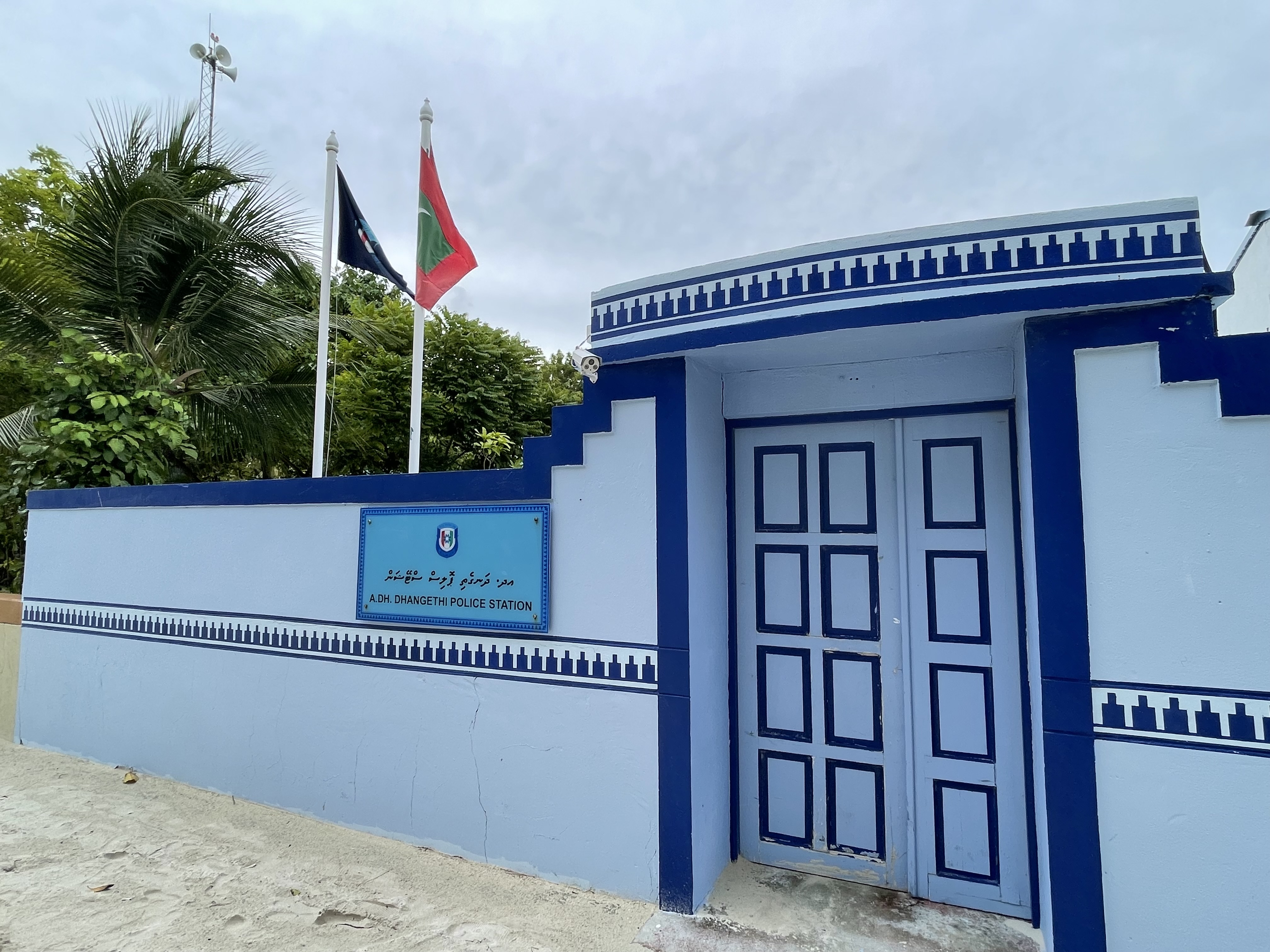
Полицейский участок Дхангети

На Дхангети есть больница, поликлиника, аптека, а также школа и два детских сада. В ноябре 2021 года было открыто автоматизированное отделение Банка Мальдив. Имеется достаточно развитая и разнообразная спортивная инфраструктура: футбольный стадион, зал для мини-футбола, специализированные площадки для волейбола и мальдивской национальной игры с мячом баши, а также детская спортивная площадка.
На острове действует отделение полиции. В конце 2010-х — начале 2020-х годов местные полицейские вели дела, связанные с незаконным хранением наркотиков, а также с мошенничеством в отношении туристов. В октябре 2021 года здесь было совершено преступление, получившее общенациональный резонанс: убийство с целью ограбления местного предпринимателя-инвалида гастарбайтером из Бангладеш, который выполнял при жертве обязанности сиделки.

## Галерея

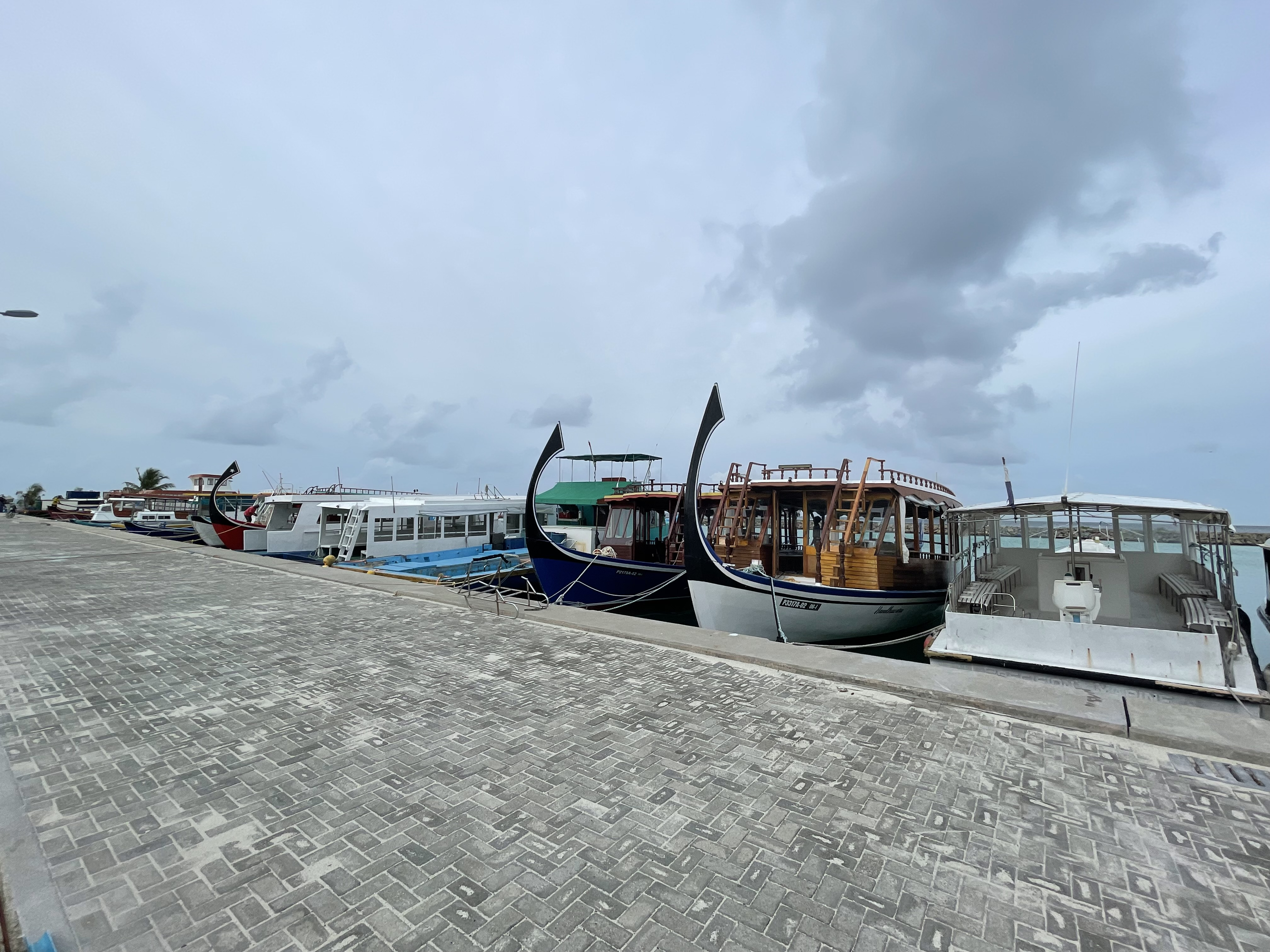
В порту Дхангети
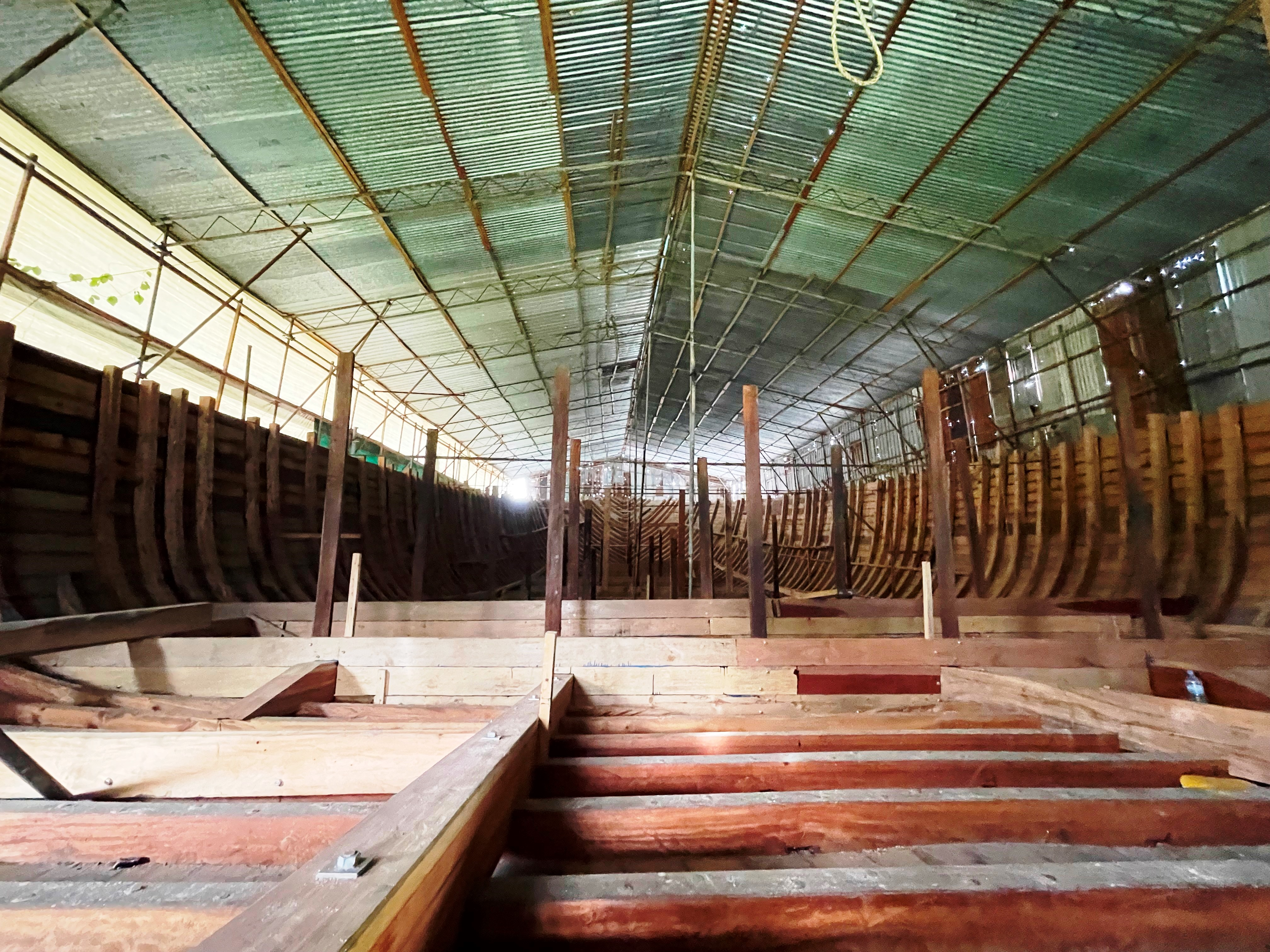
Постройка судна на местной верфи
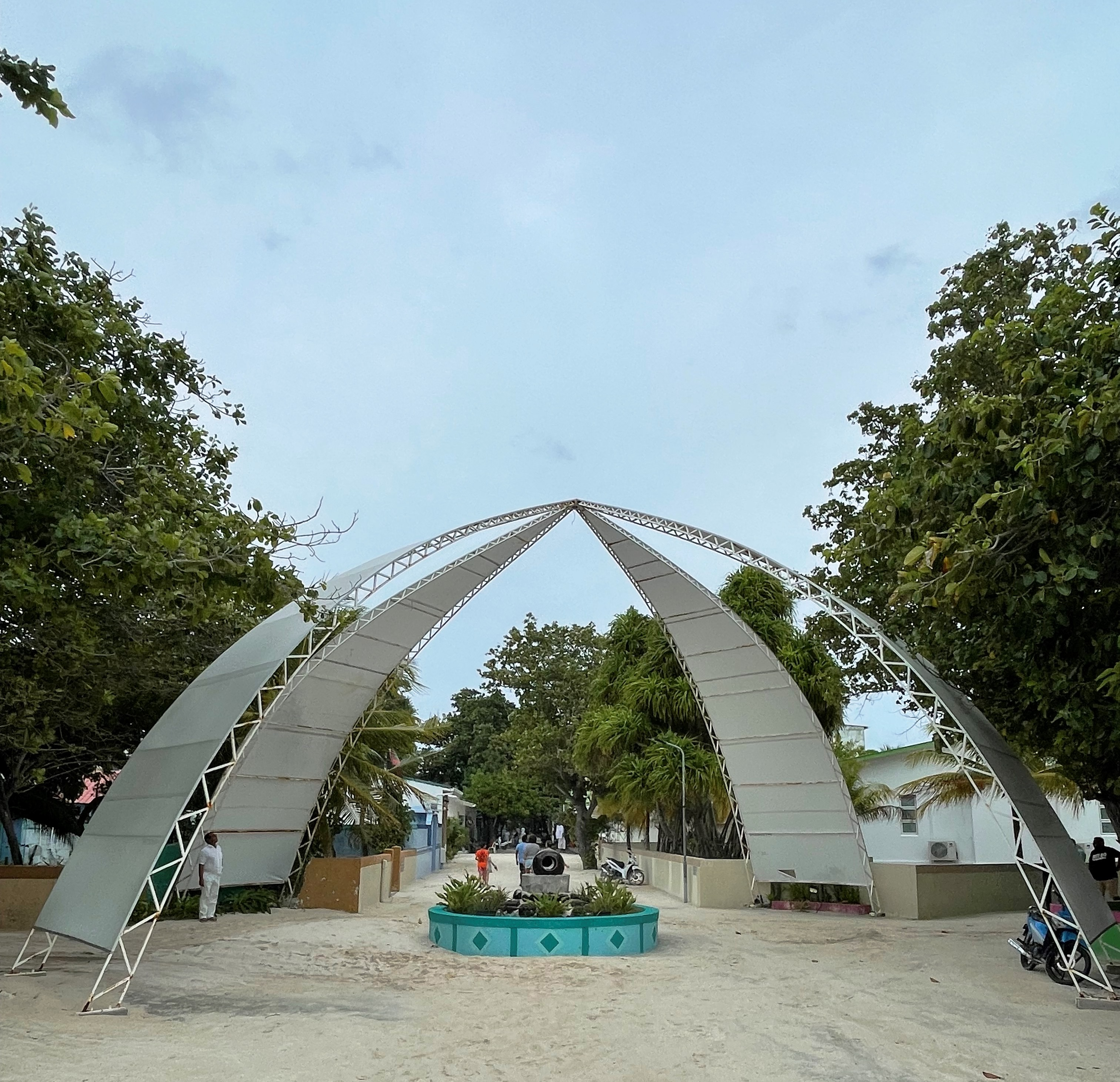
Начало главной улицы острова
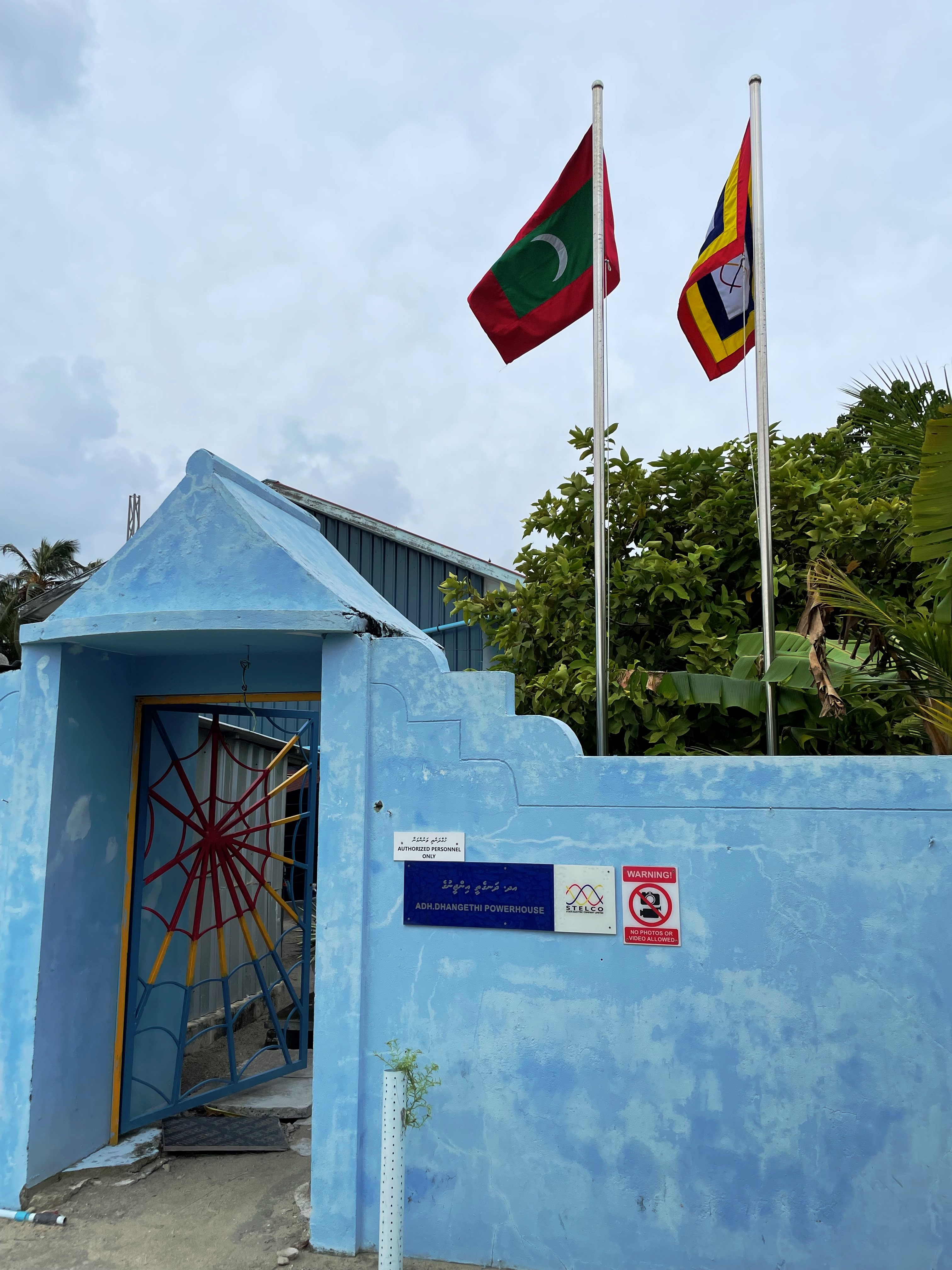
Электростанция Дхангети
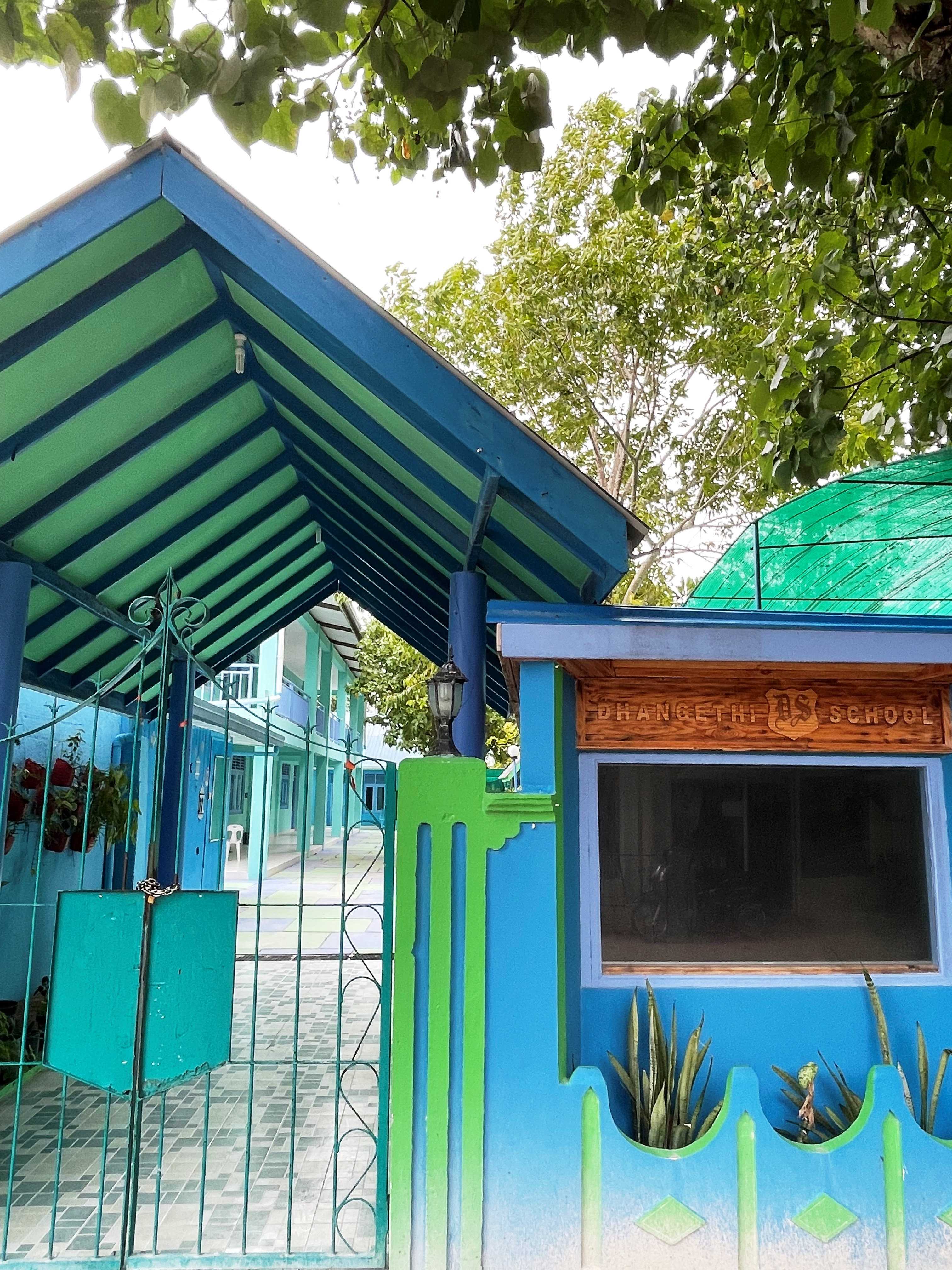
Школа
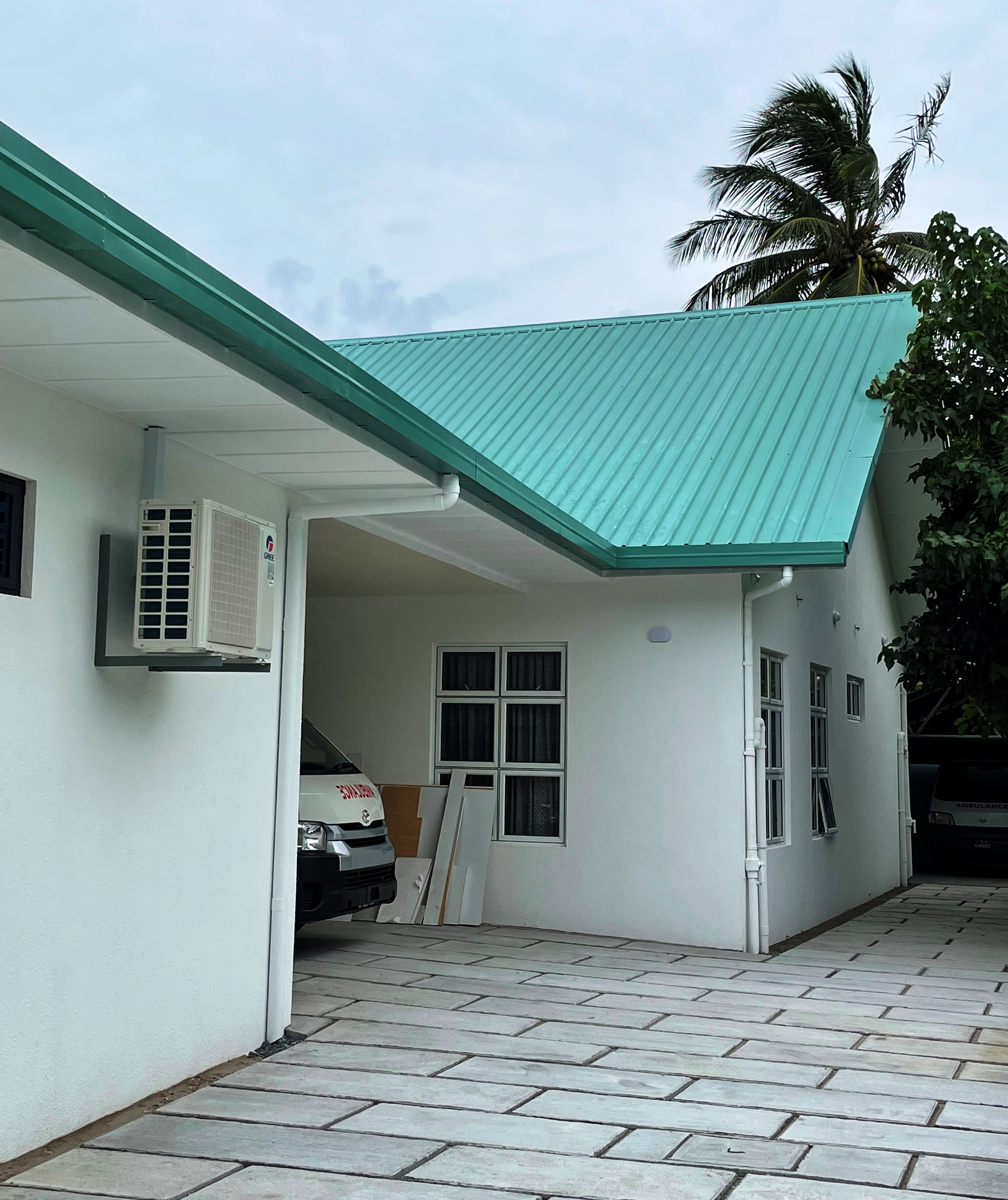
Больница
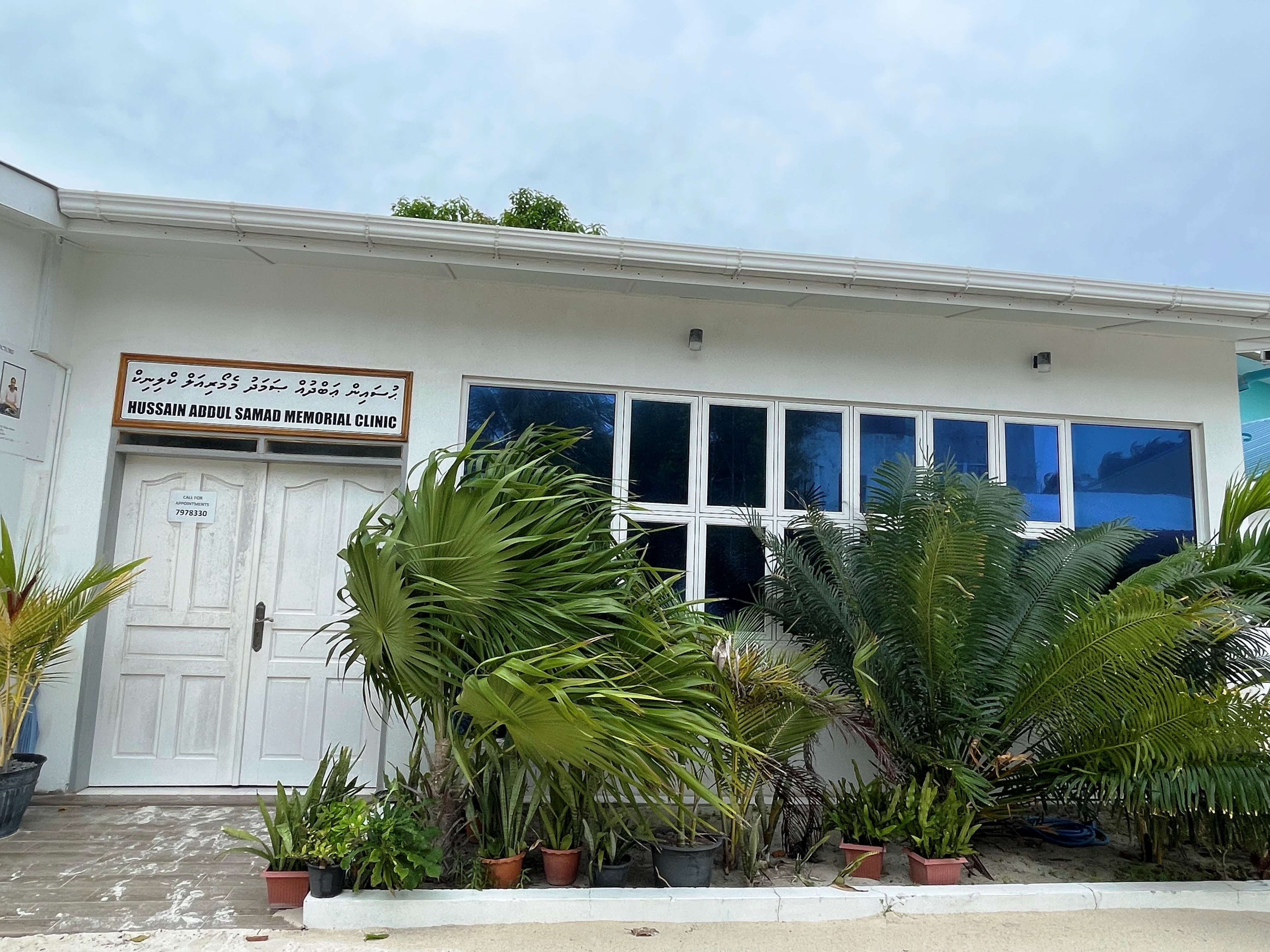
Поликлиника
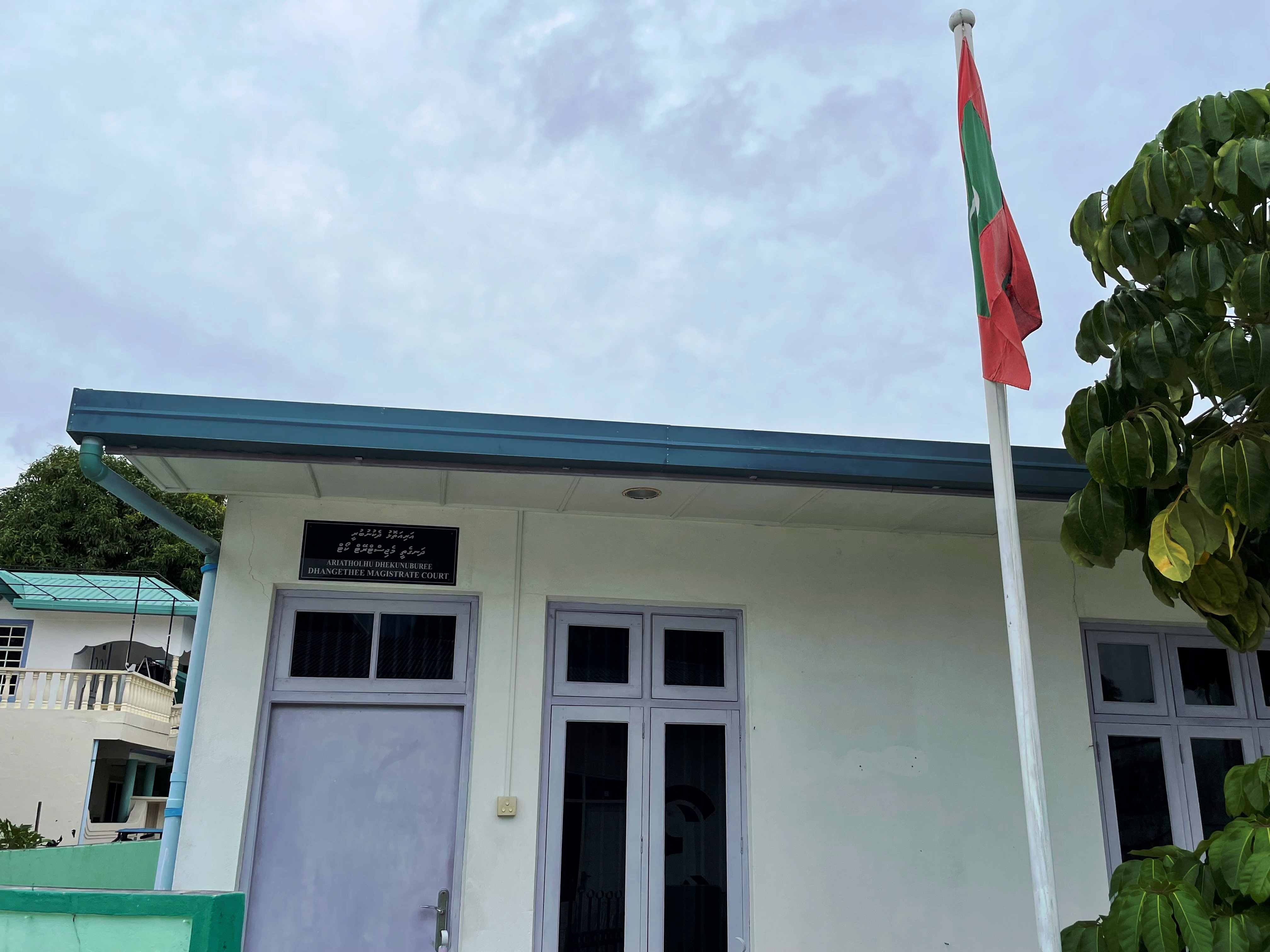
Здание местного суда
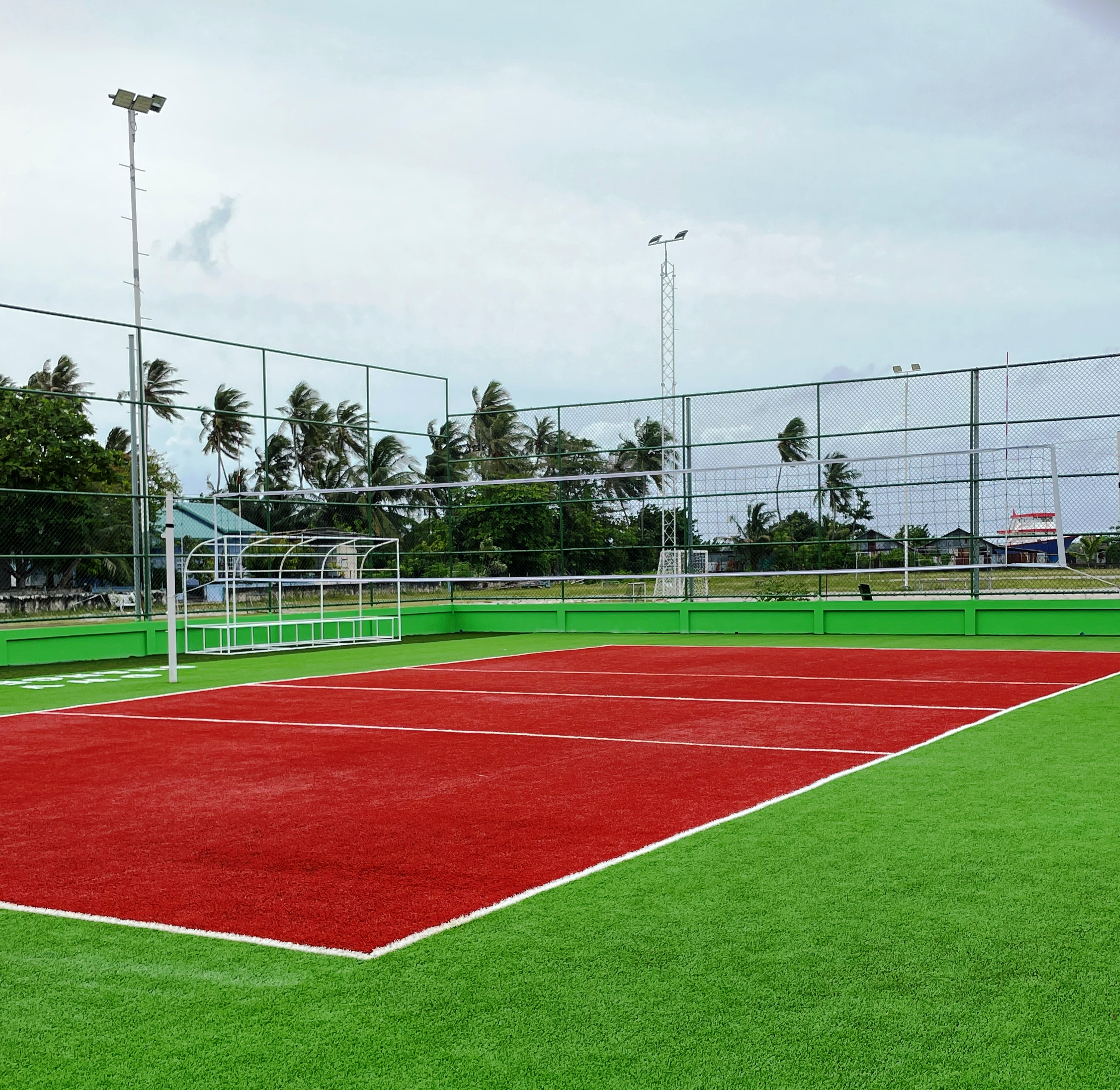
Спортивная площадка
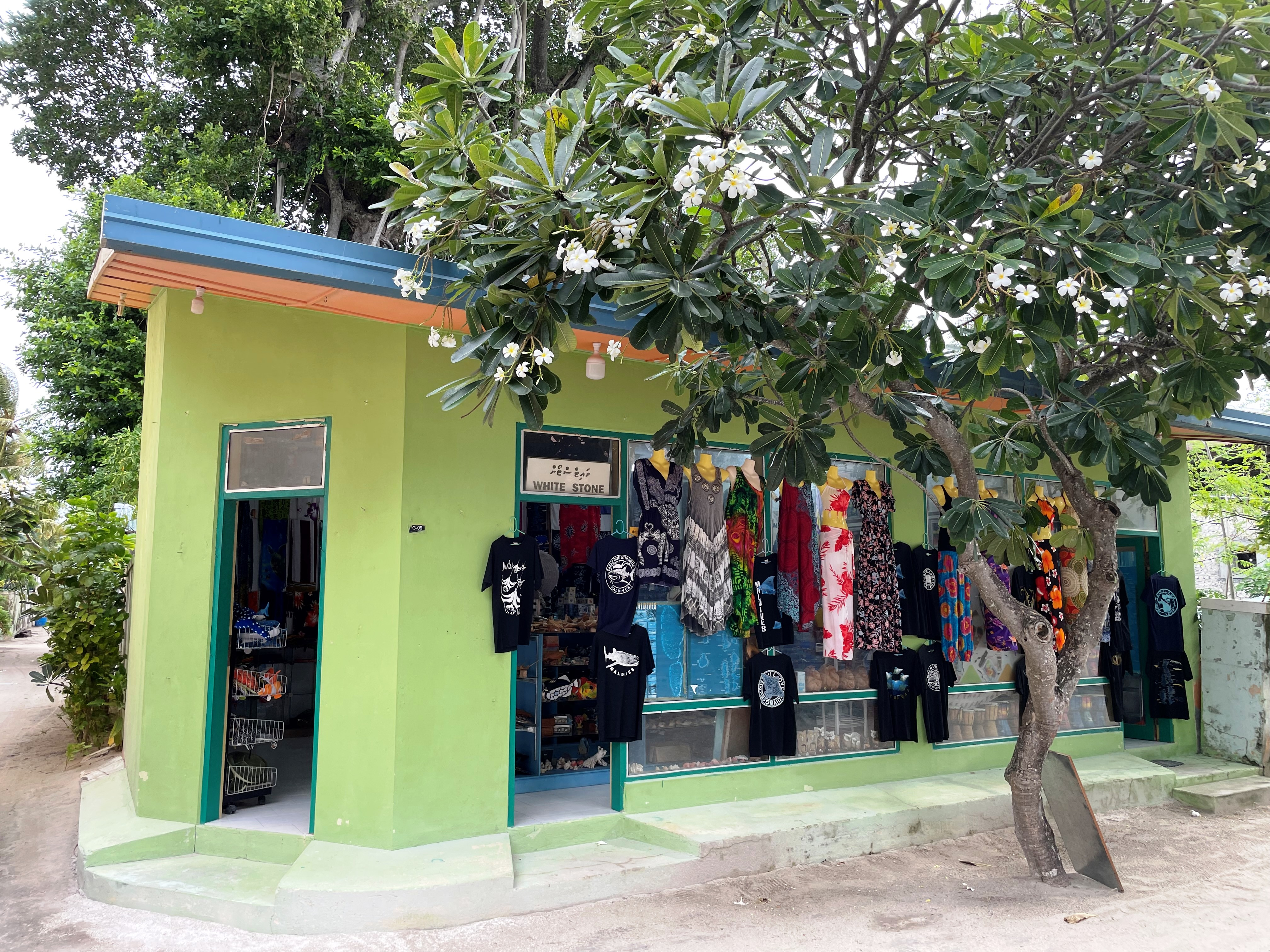
Магазин
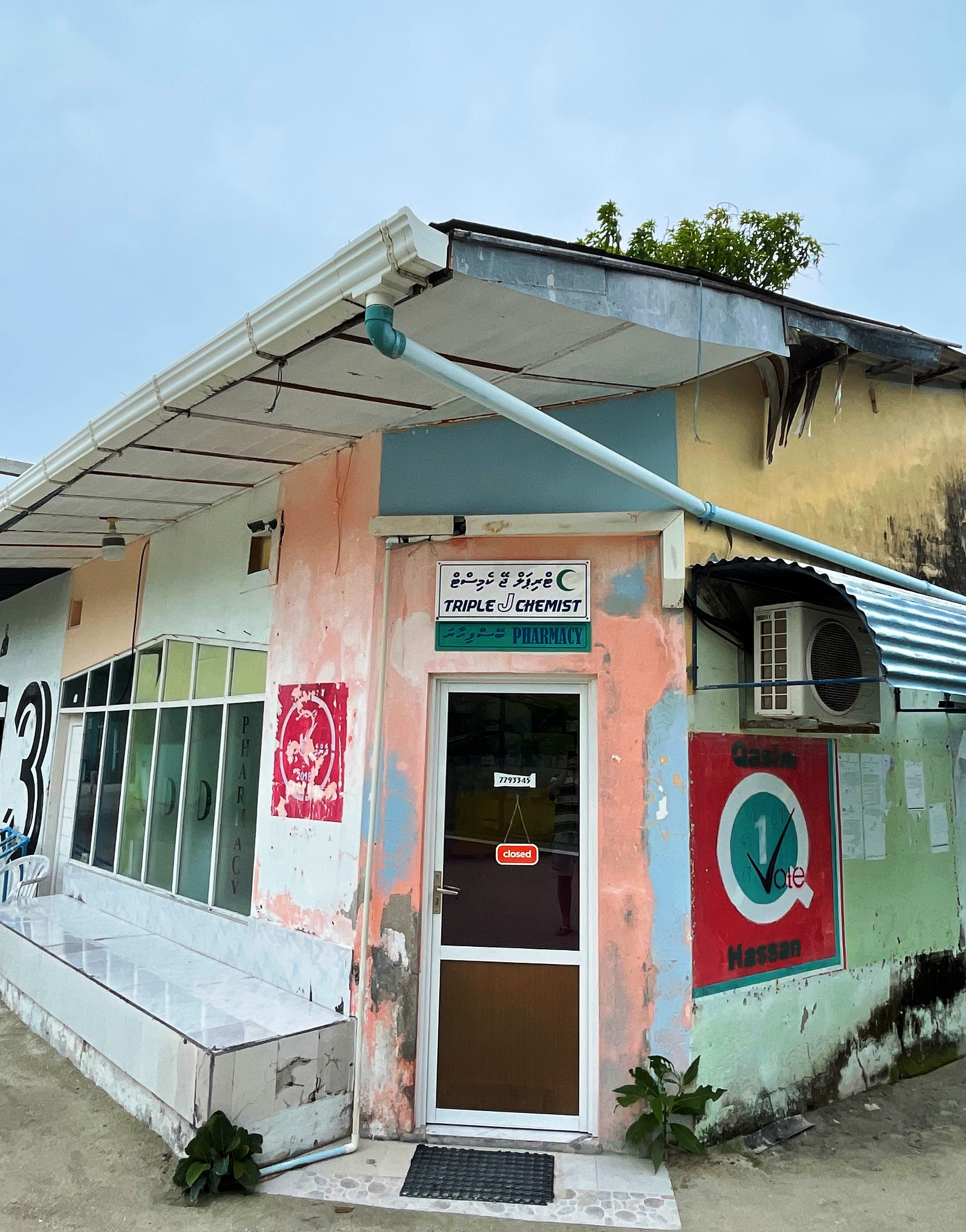
Аптека
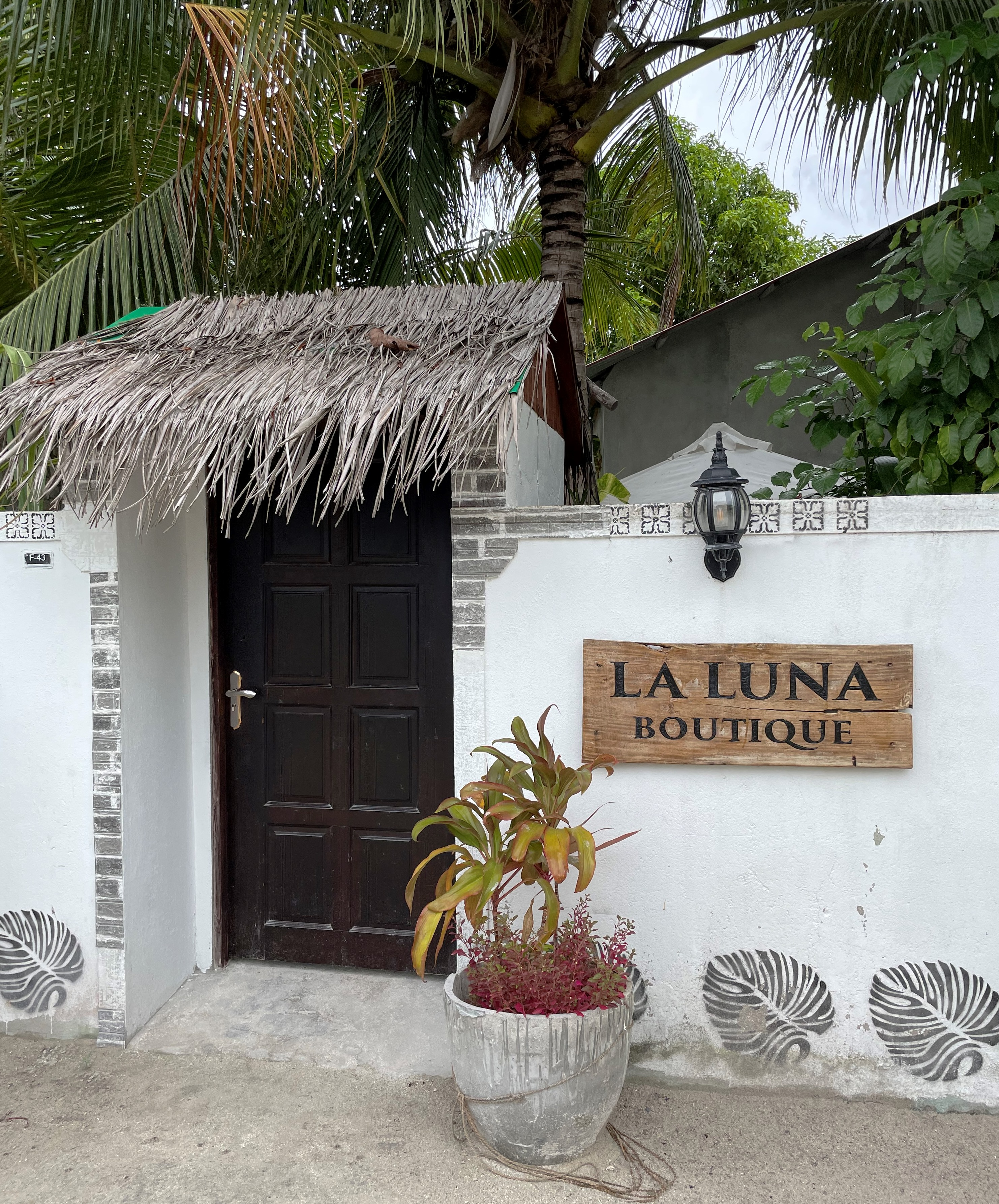
Одна из небольших гостиниц
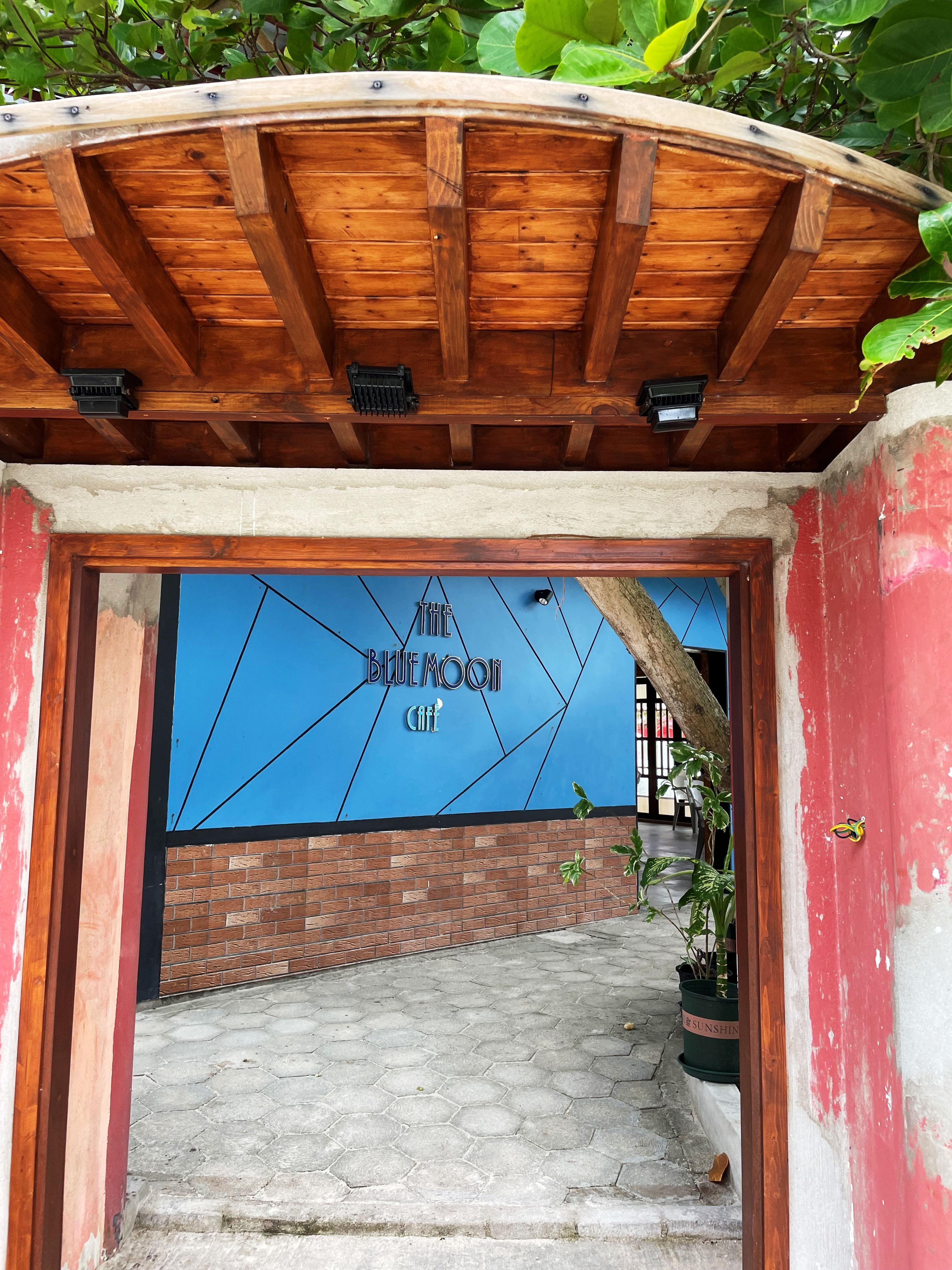
Кафе в прибрежной зоне
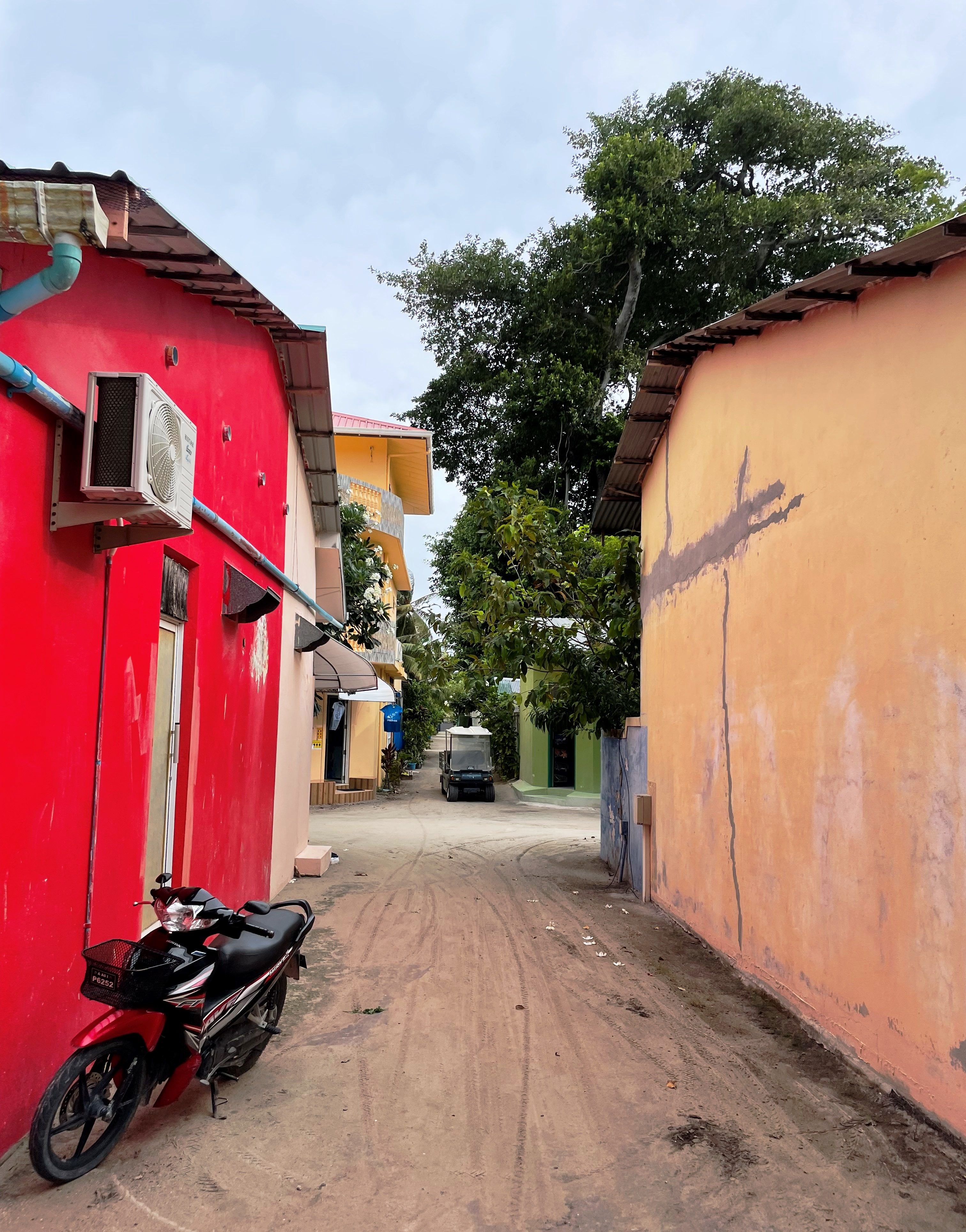
Переулок
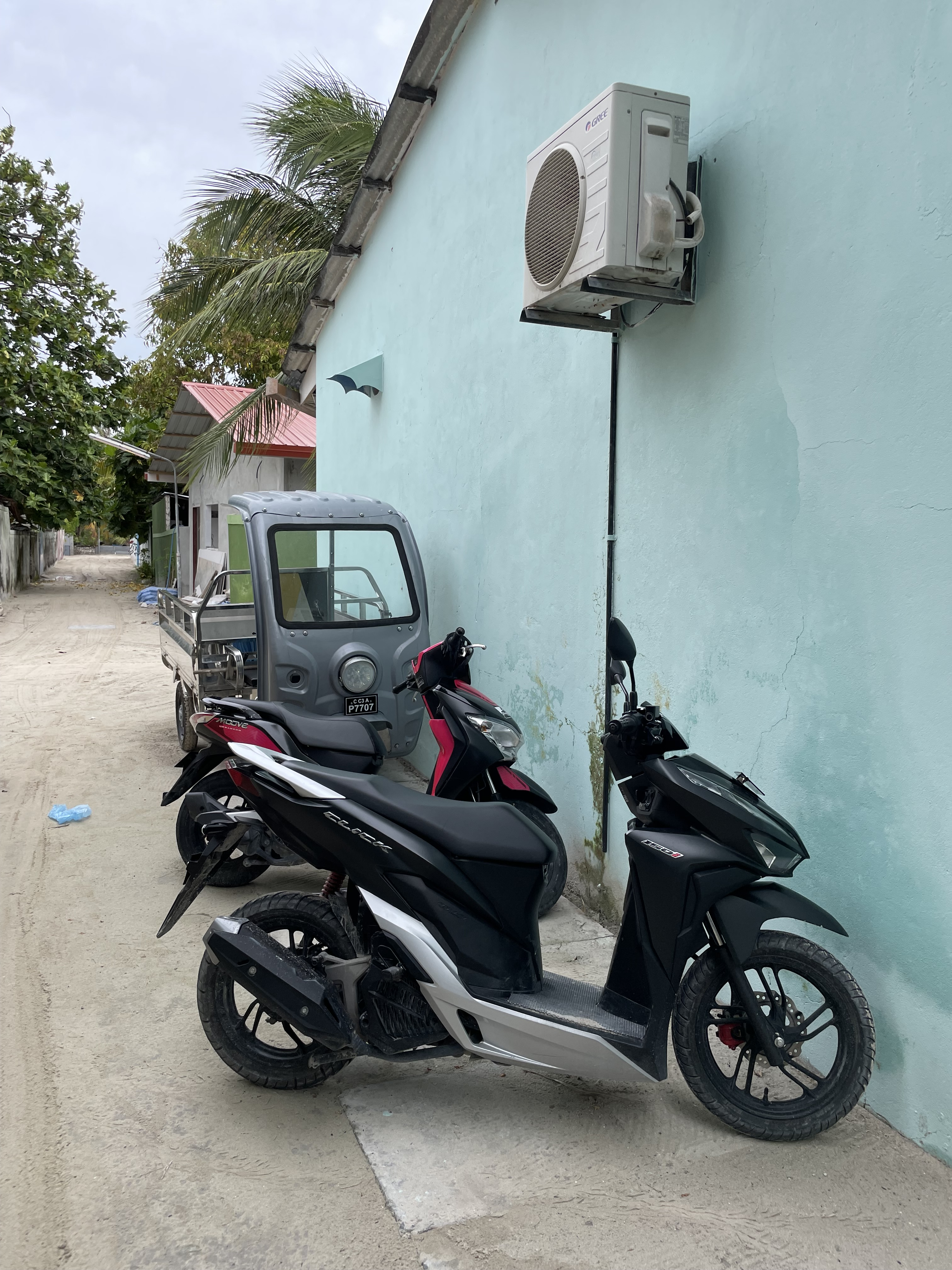
Мотороллеры — основное транспортное средство на острове
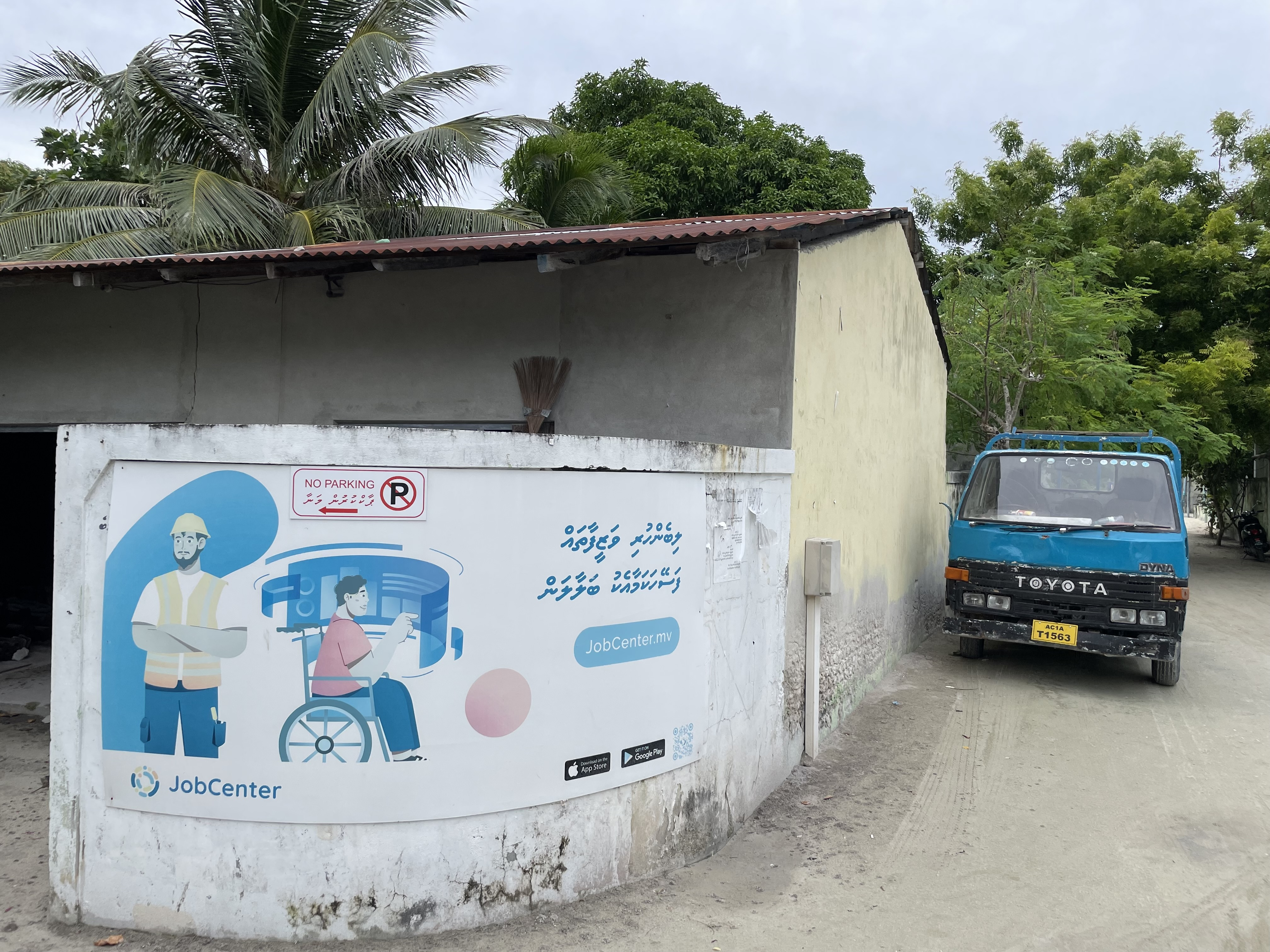
Один из немногих автомобилей